# Goliat (instrument musical)
Un goliat és un instrument musical de percussió membranòfon, consistent en un tambor cilíndric que forma part de la bateria i va muntat sobre uns peus propis, generalment a la dreta del percussionista (a l'esquerra per als esquerrans). El diàmetre més habitual és de 18 polzades (angleses).